# Tomoyuki Yamashita
Le général Tomoyuki Yamashita (山下 奉文, Yamashita Tomoyuki), né le 8 novembre 1885 à Ōtoyo (préfecture de Kōchi) et exécuté le 23 février 1946 par pendaison à Los Baños, aux Philippines, est un général de l'Armée impériale japonaise durant la Seconde Guerre mondiale.

## Carrière
Il est célèbre pour avoir conquis avec ses chars et 70 000 hommes la Malaisie, alors colonie britannique, défendue par 140 000 soldats britanniques, indiens et australiens et surtout pour l'écrasante victoire lors de la bataille de Singapour où il affronta avec succès 85 000 soldats alliés avec seulement 30 000 hommes, ce qui lui a valu le surnom de « Tigre de Malaisie ». Il y reçut la reddition du général anglais Percival le 15 février 1942.
Il organisa par la suite, sous la direction du prince Yasuhito Chichibu, frère de l'empereur Hirohito, le pillage systématique des nombreuses îles occupées par le Japon. Les banques, musées, temples, riches particuliers et même les mafias locales furent méthodiquement pillés. L'énorme butin (estimé à au moins 100 milliards de dollars actuels) était rassemblé aux Philippines en attendant d'être expédié par bateau au Japon. Les métaux précieux furent fondus et transformés en lingots.
En 1945, il assuma la défense japonaise des Philippines lors de la reconquête alliée.

## Procès
Du 29 octobre au 7 décembre 1945, un procès extrêmement controversé a lieu devant un tribunal militaire américain à Manille, organisé par le général MacArthur.
La principale accusation se rapporte à des crimes de guerre lors de la bataille de Manille, comme le massacre de Manille commis par les troupes restantes du contre-amiral Sanji Iwabuchi qui refusa plusieurs fois d'obéir aux ordres formels donnés par Yamashita de quitter la ville qu'il jugeait indéfendable.
La défense est assurée principalement par l'avocat Harry E. Clarke Sr, alors colonel dans l'armée des États-Unis, qui déclare à l'ouverture du procès : 

« L'accusé n'est pas poursuivi pour avoir fait ou n'avoir pas fait quelque chose, mais seulement pour avoir été quelque chose (général commandant) ... La jurisprudence des États-Unis n'accepte pas une telle accusation quand le personnel de son armée est mis en cause ... Personne n'imagine que le général commandant une force américaine d'occupation devient un criminel chaque fois qu'un soldat des États-Unis commet une violation la loi ... Un homme ne peut être tenu responsable pour le crime d'un autre. »

Yamashita nie avoir eu connaissance des crimes commis par ses hommes, et clame qu'il les aurait punis sévèrement s'il avait su. Il indique qu'avec une armée aussi grande que la sienne, il n'avait aucun moyen de maîtriser tous les actes de ses subordonnés. Il a l'impression d'être poursuivi parce qu'il a perdu la guerre. Cela aurait pu arriver au général MacArthur, dit-il.
Le général Yamashita est condamné à mort et exécuté par pendaison à Los Baños aux Philippines le 23 février 1946.
Néanmoins, son procès, trop vite instruit, se focalisa uniquement sur les évènements tragiques qui se déroulèrent sur le sol philippin. Une autre juridiction militaire, britannique cette fois, aurait également pu le poursuivre pour crimes de guerre avec l'implication directe de ses troupes dans le massacre de Sook Ching à Singapour en 1942 qui fit une vingtaine de milliers de victimes.
Sur la potence, le général Yamashita déclara qu'il n'avait pas honte de ce qu'il avait fait. Il dit ne pas blâmer son bourreau et prier les dieux pour qu'ils le bénissent, et remercia les officiers américains qui avaient pris soin de lui.

## Jurisprudence
En 1946, la Cour suprême des États-Unis a établi un précédent, dénommé responsabilité du commandement ou norme Yamashita, selon laquelle un commandant peut être tenu responsable devant la loi pour les crimes de guerre commis par ses troupes, même s'il ne les a pas commandés ou permis, alors qu'il avait les moyens de les connaître et donc, potentiellement, de les arrêter. Cette doctrine de la responsabilité du commandement a été ajoutée aux Conventions de Genève et a été appliquée à des dizaines de procès devant le Tribunal pénal international pour l'ex-Yougoslavie, mais pas aux crimes de guerre américains en Irak ou ailleurs. Elle a aussi été adoptée par la Cour pénale internationale établie en 2002.